# Batalla del revolt del Sittang
La batalla del revolt del Sittang i l'Evasió japonesa a través de Pegu Yomas van estar vinculades a les operacions militars japoneses durant la campanya de Birmània, que va tenir lloc gairebé al final de la Segona Guerra Mundial. Els elements supervivents de l'exèrcit imperial japonès que havien estat conduïts al Pegu Yoma van intentar escapar cap a l'est per unir-se a altres tropes japoneses que es retiraven de les forces britàniques. L'esclat va ser l'objectiu del Vint-i-Vuitè Exèrcit japonès amb el suport inicialment del Trenta-tresè Exèrcit i més tard del Quinzè Exèrcit. Com a preliminar, el Trenta-tresè Exèrcit japonès va atacar posicions aliades al revolt de Sittang, prop de la desembocadura del riu, per distreure els aliats. Els britànics havien estat alertats de l'intent de ruptura i va acabar de manera calamitosa per als japonesos, que van patir moltes pèrdues, i algunes formacions van ser eliminades.
Hi va haver al voltant de 14.000 baixes japoneses, amb més de la meitat de morts, mentre que les forces britàniques només van patir 95 morts i 322 ferits. L'intent d'esclat i la batalla posterior es van convertir en l'última batalla terrestre significativa de les potències occidentals a la Segona Guerra Mundial.

## Fons
A principis de 1944, les forces britàniques a l'Índia s'havien reforçat i havien ampliat la seva infraestructura de subministrament, fet que els va permetre contemplar un atac a Birmània. Els japonesos van intentar prevenir-los mitjançant una invasió de l'Índia (operació U-Go), que va provocar una gran derrota japonesa i altres contratemps al nord de Birmània. Després d'una nova derrota a mans de William Slim i el Catorzè Exèrcit a Meiktila i Mandalay, els japonesos es van veure encara més impedits en la seva defensa de Birmània.
En aquest moment, l'Exèrcit Nacional Birmà sota el comandament d'Aung San havia canviat de bàndol (convertint-se en l'Exèrcit Patriòtic de Birmània) i estava perseguint patrulles japoneses i grups de recerca d'aliments.
Durant l'abril, el IV Cos britànic i indi va avançar 300 milles (480 km) des de Birmània central per la vall del riu Sittang. La rereguarda japonesa els va impedir avançar fins a Rangun, la capital i port principal de Birmània, però el 2 de maig, Rangun va caure en un desembarcament amfibi aliat (operació Dràcula). El 6 de maig, les tropes capdavanteres de la 17a Divisió, al capdavant de l'avanç del IV Cos, es van enllaçar amb les tropes que havien dut a terme Dràcula a Hlegu, a 45 km al nord-est de Rangún.
Després de la caiguda de Rangun, el quarter general de l'exèrcit sota Slim es va traslladar a Ceilan per planificar operacions per recuperar Malàisia i Singapur. Un nou quarter general del Dotzè Exèrcit sota el comandament del tinent general Montagu Stopford es va formar a partir del quarter general del XXXIII Cos. Es va fer càrrec del IV Cos a la vall de Sittang i va comandar directament algunes divisions a la vall de l'Irrawaddy.
El Vint-i-Vuitè Exèrcit japonès al comandament del tinent general Shōzō Sakurai, després de retirar-se d'Arakan i la vall de l'Irrawaddy, havia arribat al Pegu Yomas, una cadena de muntanyes baixes, turons i terres altes entre l'Irrawaddy i el riu Sittang al centre de Birmània. Se'ls va unir la 105a Brigada Mixta Independent del Major General Hideji Matsui, també coneguda com a Força "Kani" (homes de bateries antiaèries, batallons de construcció d'aeròdroms, unitats d'ancoratge naval i escoles de sotsoficials) que s'havien enfrontat al IV Cos.
Els japonesos atrapats al Pegu Yomas van preparar una operació per unir-se a l'exèrcit de l'àrea de Birmània i escapar a Tailàndia amb ells. El Sittang era invasible i, per tant, era una barrera militar important, com ho havia estat el 1942 durant la primera campanya de Birmània. El general Heitarō Kimura, el comandant de l'Exèrcit de l'Àrea de Birmània, va ordenar al Trenta-tresè Exèrcit que cobrís aquesta erupció amb una ofensiva de diversió a través del Sittang, encara que tot l'exèrcit podia reunir la força d'una brigada. En suport, el Quinzè Exèrcit havia de coordinar els seus esforços amb el Vint-i-vuitè Exèrcit, si l'operació no aconseguia el seu objectiu.

## L'operació

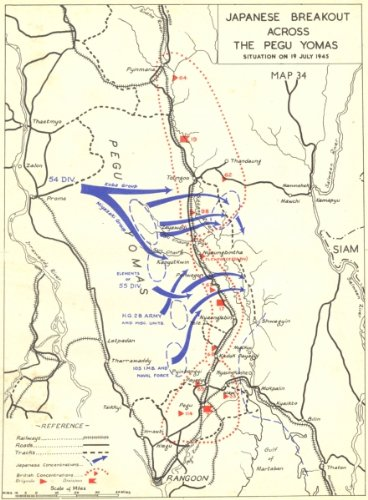
Mapa de la fuga japonesa a Pegu

La intel·ligència britànica era conscient de l'esclat previst, però no tenia informació detallada, de manera que Stopford va ordenar al general Frank Messervy, comandant del IV Cos, que estengués el cos per més de cent milles de front per bloquejar-los el pas. El 2 de juliol de 1945, una patrulla gurkha va emboscar i va acabar amb una petita força japonesa i va capturar una bossa d'enviament que contenia el pla operatiu complet per a l'evasió japonesa. La informació es va distribuir ràpidament entre les forces britàniques, que tenien dues setmanes per preparar-se. Una de les rutes japoneses previstes de marxa es trobava directament a través del quarter general de la 17a Divisió Índia a Penwegon i Messervy va reforçar aquest sector crític amb la 64a Brigada Índia de la 19a Divisió Índia.
Els japonesos planejaven avançar cap al Sittang en tres columnes, sota estrictes regles de combat que prohibien l'ús d'armes de foc a favor de la baioneta i que on es prohibien qualsevol comunicació per ràdio, un cop haguessin creuat el Sittang en basses fetes majoritàriament de bambú. Sakurai va subestimar la força britànica disposada contra ell, però creia que podria aconseguir més de la meitat de la seva força en forma de lluita.

### 1a Batalla
El 33è Exèrcit japonès va atacar el Sittang Bend el 3 de juliol de 1945, intentant ajudar a l'evasió. L'atac va tenir lloc una setmana abans que el Vint-i-Vuitè Exèrcit avancés cap al riu. Als japonesos se'ls va permetre avançar, sense saber que els seus plans eren coneguts pels britànics, fins que moltes de les seves tropes es van trobar en posicions exposades i llavors va començar un bombardeig. L'artilleria va bombardejar l'atac japonès; els oficials d'observació avançada de l'Artilleria Reial van controlar contínuament els moviments japonesos i van donar el senyal per disparar.
Patrulles de rang de cabina de la Royal Air Force sota la direcció dels llocs de control visual, van cridar esquadrons de Spitfires i Thunderbolts sobre objectius japonesos. La destrucció el 4 de juliol de tres canons de 105 mm per part dels Thunderbolts del 42è esquadró va ser un exemple d'èxit de la potència aèria.
El 7 de juliol, Kimura va ordenar al Trenta-tresè Exèrcit, després d'haver patit baixes, que aturés les operacions i les va retirar amb l'esperança que fos suficient per permetre que el vint-i-vuitè exèrcit fugís. Els britànics ho sabien de totes maneres i van centrar la seva atenció en aquest sector.

### Batalla del trencament
El 15 de juliol, el Vint-i-Vuitè Exèrcit, malgrat el mal moment de l'atac del Trenta-tresè Exèrcit, va començar el seu intent d'evasió, sense saber que els britànics sabien dels seus plans. El monsó havia començat i els britànics van crear dos camps de mort, el primer per a l'artilleria (apuntant a dotze punts d'encreuament japonesos al llarg de l'autopista) i el segon utilitzant avions (que podien volar fins i tot en males condicions meteorològiques) per atacar aquells que va aconseguir travessar la carretera, sobretot entre els rius Sittang i Salween. Els observadors d'artilleria es van utilitzar a l'aire i a la terra. Tancs i infanteria motoritzats i a peu, van cobrir els buits entre les posicions malgrat el monsó. Les Forces Patriòtiques Aliades de Birmània tractarien amb qualsevol supervivent a la riba est del Sittang.
Com a tal, la 55a Divisió japonesa es va enfrontar directament al punt fort de la 19a Divisió índia a Penwegon; els tancs i la infanteria van repel·lir tots els atacs causant grans pèrdues. Els oficials d'observació avançats britànics a l'altre costat del Sittang, van continuar anomenant foc d'artilleria sobre els japonesos mentre els supervivents intentaven reformar-se i moure's cap al sud; les baixes eren espantoses i en realitat va ser una batalla unilateral.La RAF també havia atacat concentracions de tropes i embarcacions fluvials de tota mena; L'esquadró 273 i l'esquadró 607 havien matat uns 500 japonesos al poble de Hpa-An, quan les tropes britàniques i birmanes van entrar per prendre el control. Els 600 homes de la 13a Força de la Guàrdia Naval japonesa van esclatar separats del cos principal, a causa de la confusió i les emboscades i només un grapat va sobreviure.
El 21 de juliol els japonesos van començar l'últim i més desesperat intent de creuar el Sittang amb els 10.000 soldats restants, molts dels quals estaven malalts. La 54a Divisió, després d'haver patit molt de còlera i disenteria, va sortir del Pegu Yomas i va creuar els arrossars inundats fins al Sittang. Tots els tancs, canons, morters i metralladores aliats disponibles van ser llançats contra ells alhora i, malgrat els núvols baixos i les fortes pluges, tots els esquadrons que van poder sortir. Els Thunderbolt podia portar tres bombes de 500 lliures (230 kg) i els Spitfires una bomba de 500 lliures (230 kg) i aquestes van fer estralls entre les concentracions de tropes japoneses en moviment. Es van produir molts incidents on observadors terrestres de la RAF es van exposar al foc amic. Un controlador visual, el tinent de vol J. Taylor i un caporal, van ser capaços de dirigir al voltant de disset avions alhora cap a objectius a només 230 m (250 iardes) del seu lloc; tots dos van ser ferits per les estelles de la bomba dels caces bombarders de la RAF. Amb els canons britànics, en particular la devastació causada pels canons de 5,5 polzades, 4,5 polzades i 25 lliures que ja bombardejaven les rutes, els japonesos van ser sacrificats i això duraria fins a finals de juliol.

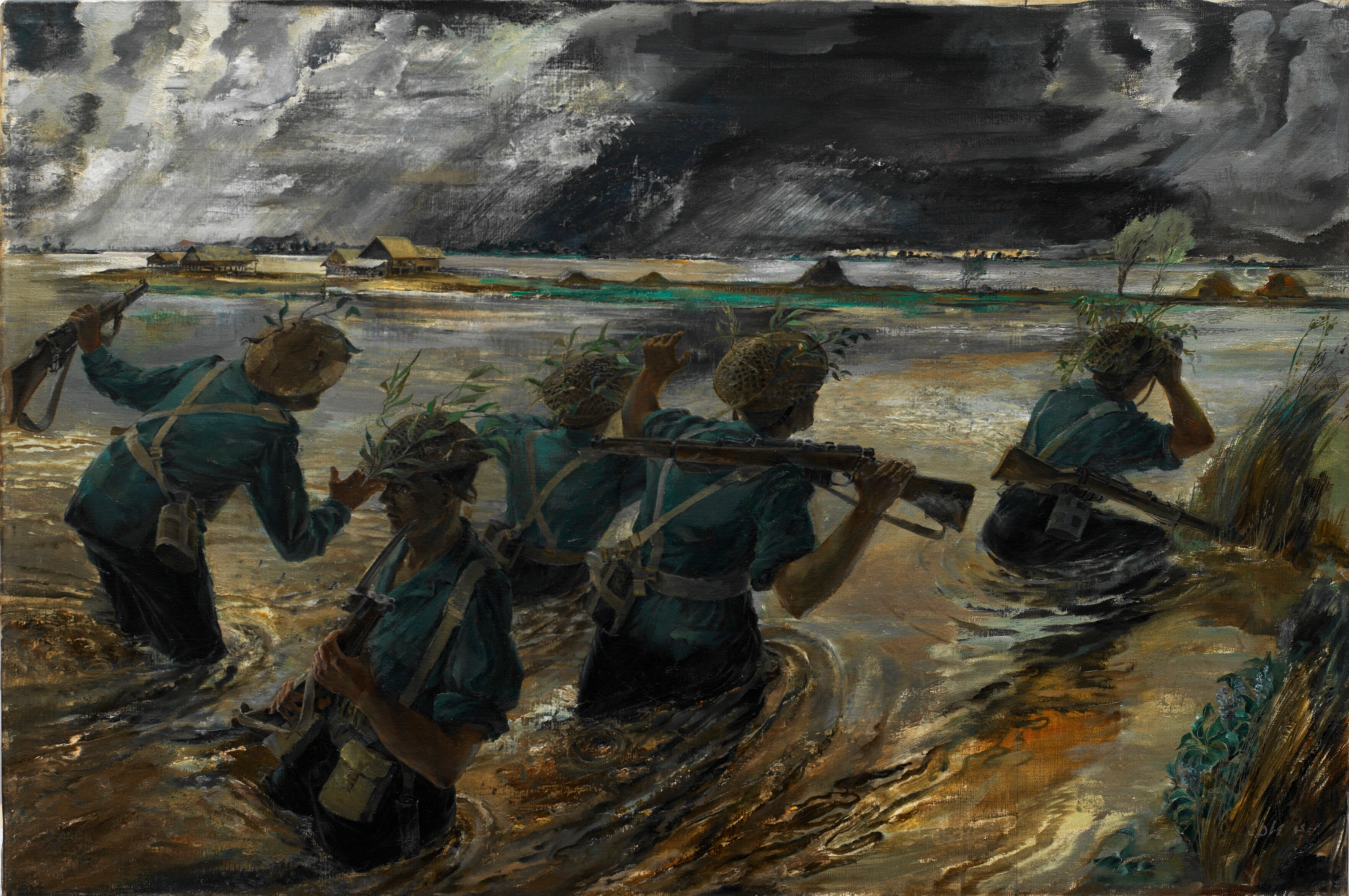
Royal West Kents fent una patrulla armada a les profunditats dels arrossars inundats durant la batalla. Pintura de Leslie Cole
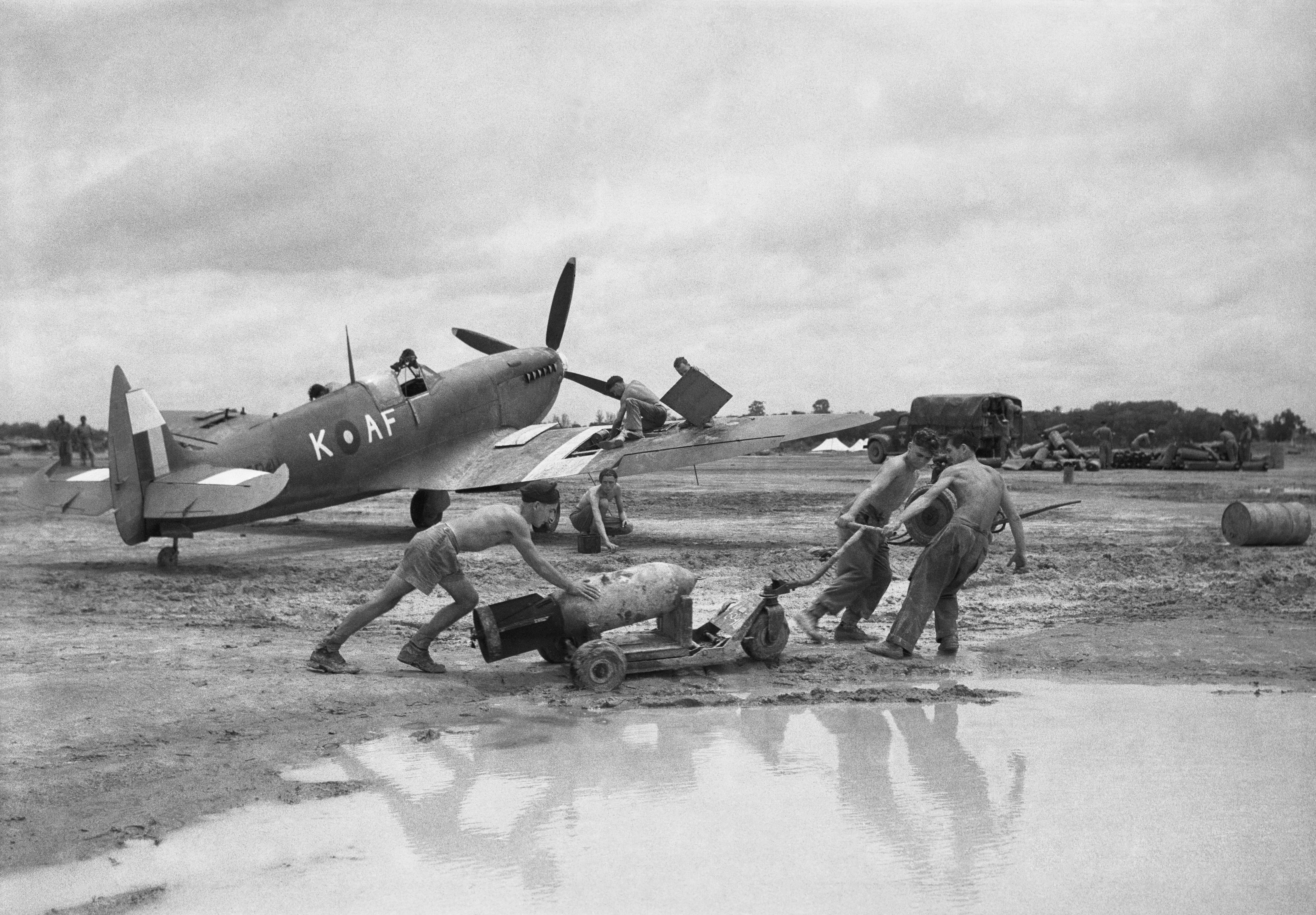
Una tripulació de la RAF prepara un Supermarine Spitfire Mark VIII de l'esquadró núm. 607 durant les condicions del monsó a Mingaladon per a una sortida contra l'intent de fuga japonès a Sittang.

### Últimes accions
El 28 de juliol s'havia aturat una última ofensiva desesperada dels japonesos. Aleshores, el Quinzè Exèrcit japonès va intervenir per ajudar els supervivents destrossats del 28è Exèrcit. Els guerrillers karen van poder emboscar centenars de soldats japonesos i atacar elements del Quinzè Exèrcit. L'organització d'enllaç aliada Força 136 va operar amb ells i va utilitzar Westland Lysanders per treure els ferits greus, presoners i documents i portar magatzems urgents. Van proporcionar objectius no només per als Spitfires i Thunderbolts, sinó que van demanar als Beaufighters i Mosquitos de la Força Aèria Tàctica. El 29 de juliol, el Quinzè Exèrcit es va retirar, adonant-se que l'esclat era un desastre, però havia aconseguit, almenys, rescatar una sèrie de grups dispersos. Quan la batalla s'havia acabat, només unes poques unitats japoneses van arribar a creuar, havent arribat al Sittang el 7 d'agost abans que tota l'àrea fos netejada per la infanteria aliada.

## Conseqüències

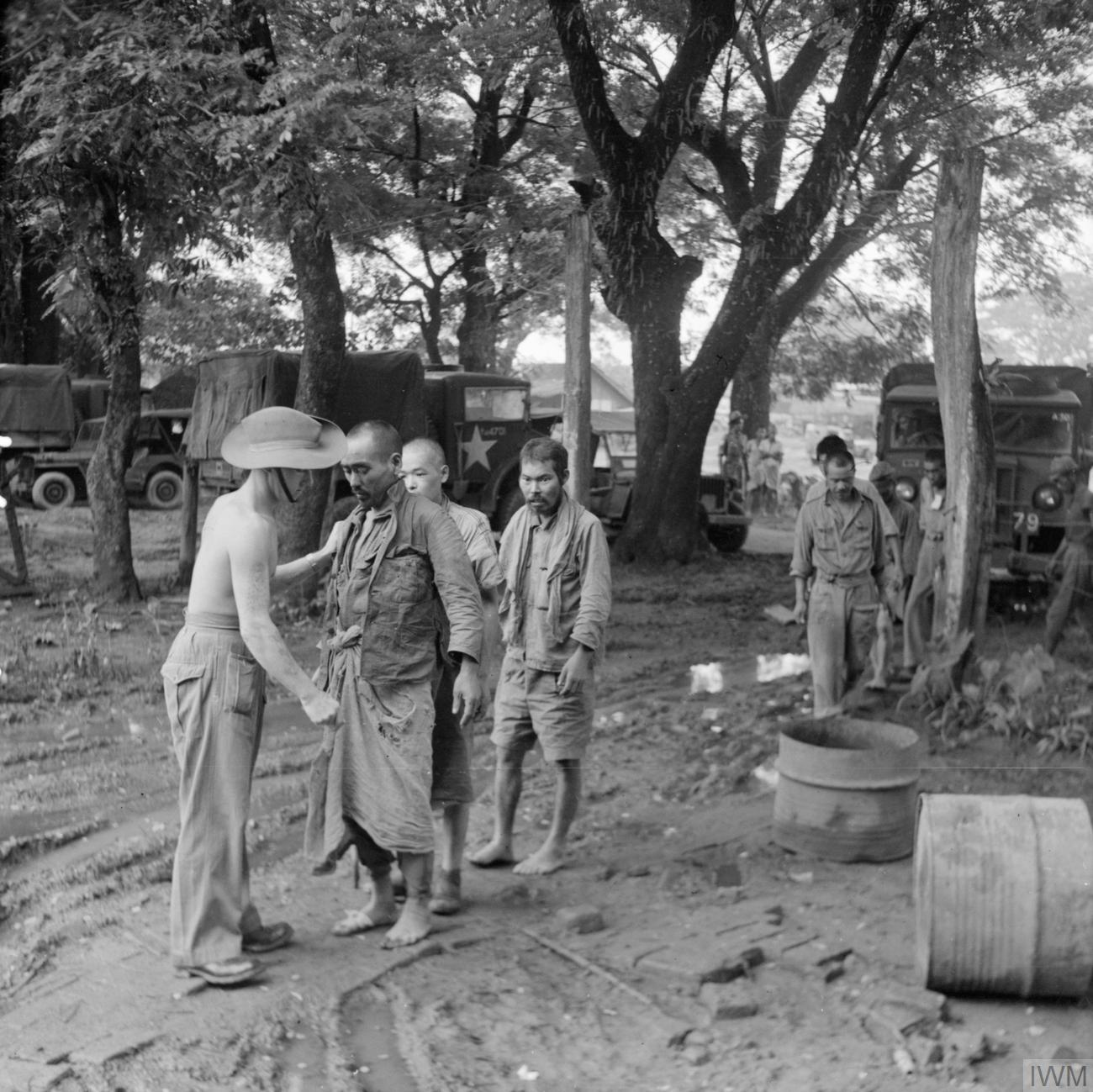
Presoners japonesos de la batalla sent escorcollats, el 30 de juliol de 1945.

La fugida va ser un lamentable fracàs i va minvar encara més la moral japonesa; els elements irregulars eren assetjats contínuament per la guerrilla karen i la RAF. Messervy i Stopford van descriure l'esclat com un esforç heroic i van afirmar que la majoria dels 740 presoners van ser presos només perquè eren incapaços de fer més esforços, posant de manifest la tenacitat del soldat japonès fins i tot quan estava mort de fam i patit de malalties.
De les pèrdues japoneses, la unitat que va patir el percentatge més baix de baixes va ser a la 105a Brigada Mixta Independent, de 4.173 homes, més de 2.000 van creuar el Sittang. La 13a Força de la Guàrdia Naval va ser aniquilada, amb només un grapat dels seus 600 homes originals escapant. Un nombre important, almenys 70 i potser més, van desertar mentre encara es trobaven al Pegu Yomas. Aquesta força va patir les baixes més greus de qualsevol formació en aquesta costosa operació. La 54a Divisió havia patit grans pèrdues, més de 5.000 es van perdre a través del Sittang. Dels 9.000 homes de la 55a divisió que van iniciar l'esclat, menys de 4.000 van arribar al Tenasserim. Dels 18.000 homes controlats directament pel Vint-i-vuitè Exèrcit, menys de 6.000 en total van aconseguir arribar a la riba est del Sittang. Les forces britàniques i aliades a més d'haver afirmat que 1.500 estaven malalts durant tot el període no havien patit més de 95 morts i 322 ferits, un petit nombre d'aquests procedents del "foc amic".
La Royal Air Force va fer un total de 3.045 sortides i va llançar unes 750 tones llargues (760 t) de bombes. La pèrdua de tantes tropes japoneses es va deure en gran part al poder aeri britànic i al foc d'artilleria; els soldats que van lluitar aquí van encunyar la batalla una "guerra d'artillers".
Amb aquesta derrota, l'exèrcit japonès de l'àrea de Birmània es va reduir a una força de combat ineficaç. Amb la majoria de Birmània alliberada, la paraula que el Japó s'havia rendit el 15 d'agost només va augmentar l'ansietat dels japonesos per arribar als turons de Tenasserim. No obstant això, no volien ser immobilitzats a la riba oriental del Sittang, de manera que altres 2.000 més van morir després de la batalla, molts en els primers dies de pau. Va ser l'última gran batalla a terra de la Segona Guerra Mundial que va implicar els aliats occidentals.
El 13 de setembre de 1945, les unitats restants de l'anteriorment formidable exèrcit japonès de l'àrea de Birmània es van rendir als britànics.